# Vittorio Faccin
Vittorio Faccin (Villaverla, 4 gennaio 1934 – Baraka, 28 novembre 1964) è stato un missionario italiano.

## Biografia
Nacque il 4 gennaio 1934 a Villaverla, in provincia di Vicenza, come terzo di sei figli da Giuseppe Faccin e Giuditta Zanin; crebbe a Villaverla e si trasferì con la famiglia a Nonantola, in provincia di Modena, nel 1950.
Interessato alla vita sacerdotale e missionaria, nel 1950 entrò nella casa dei saveriani di Cremona, divenendo poi novizio coadiutore a Piacenza nel 1951 ed emise i voti religiosi l'8 dicembre 1952. Fu poi a Parma per seguire il corso di avviamento professionale come portinaio, incarico che assunse nel 1956 al liceo saveriano di Desio.
Partì dietro sua richiesta come missionario verso il Congo belga a Baraka, nella diocesi di Uvira, nel 1959; nel corso dell'anno successivo il Congo dichiarò la sua indipendenza, venendo scosso da vari scontri che portarono alla formazione di due stati rivali (la Repubblica del Congo di Léopoldville e la Repubblica libera del Congo di Stanleyville) e a scontri interni nel Congo-Léopoldville con l'uccisione dell'ex Primo ministro Patrice Lumumba nel 1961. In Congo fu imprigionato dai lumumbisti nel 1960 ed emise la professione perpetua nel 1962.
Dopo esser stato liberato tornò a Baraka, dove fu ucciso il 28 novembre 1964 dal colonnello Abedi Masanga, appartenente alla fazione ribelle mulelista. Poco dopo fu ucciso il confratello Luigi Carrara e contemporaneamente a Fizi furono uccisi altri due sacerdoti saveriani, Giovanni Didonè e Albert Joubert.
La sua salma, insieme a quella di padre Luigi Carrara, è stata sepolta presso la chiesa di Baraka, nonostante l'iniziale intenzione di trasferirla insieme ai resti degli altri missionari uccisi nella cripta della chiesa di Santa Maria Madre e Regina a Kavimvira.
Nel 2016 è iniziato il processo diocesano per l'accertamento del martirio in odio alla fede a Uvira, parallelamente al processo rogatoriale nella diocesi di Parma; entrambi si conclusero nel 2017. Insieme ai suoi confratelli è stato oggetto dell'autorizzazione del decreto di martirio da papa Francesco il 14 dicembre 2023; i quattro sono stati beatificati come "Martiri di Uvira" il 18 agosto 2024 a Uvira nella messa presieduta dal cardinale Fridolin Ambongo Besungu, arcivescovo di Kinshasa.